# Platzer Kiebitz

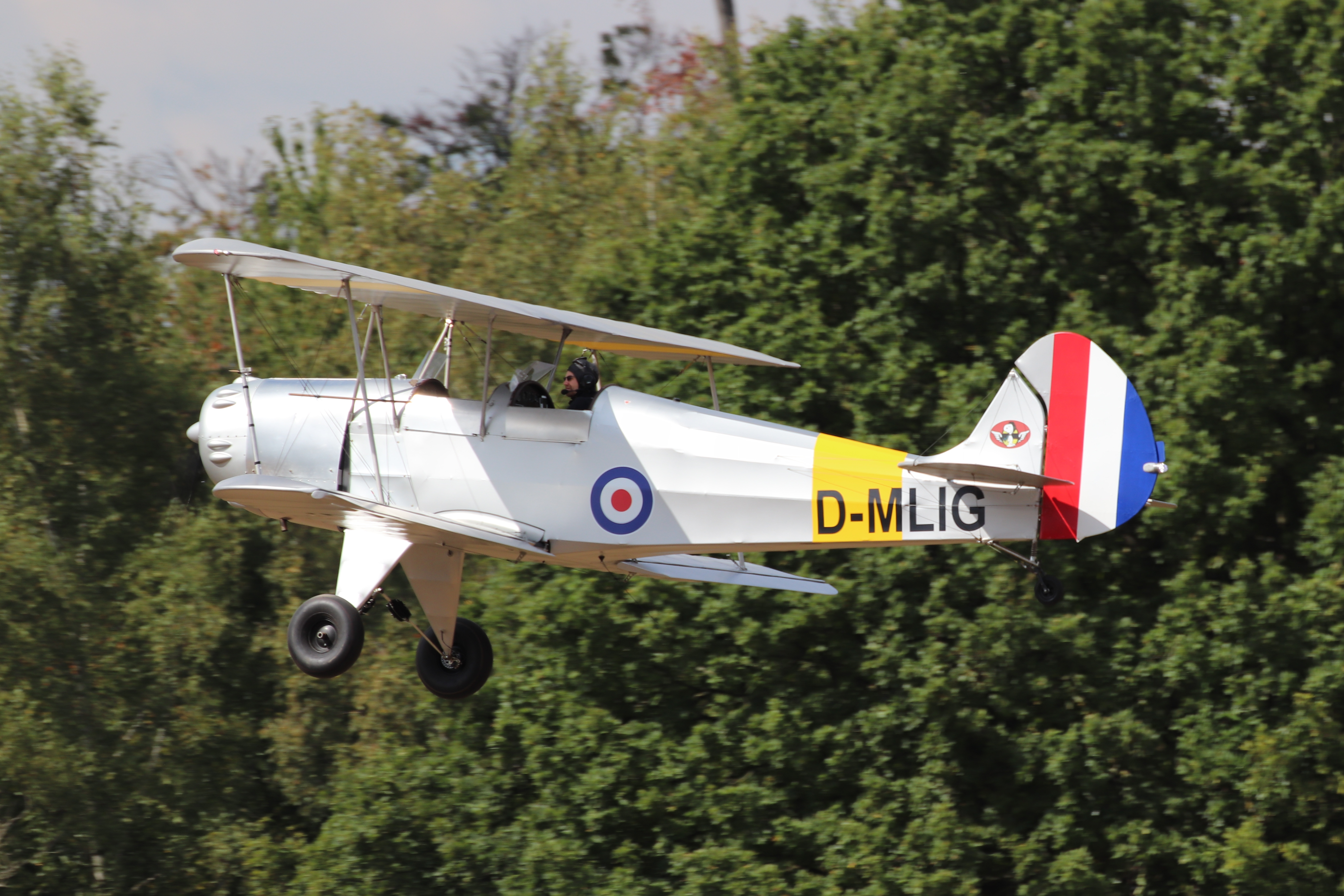
Platzer Kiebitz im Flug, 2022

Der Platzer Kiebitz ist ein von Michael Platzer konstruiertes einmotoriges, zweisitziges Ultraleichtflugzeug. Die Konstruktion orientiert sich als Doppeldecker an historischen Vorbildern, ist aber eine komplette Neukonstruktion von Platzer, die 1983 erstmals in die Luft ging.

## Konstruktion
Der Kiebitz ist als einstielig verspannter Doppeldecker in Gemischtbauweise gebaut. Er ist ein Spornradflugzeug mit Kreuzleitwerk und zwei hintereinander liegenden Sitzplätzen. Die Spannweite beträgt 7,6 m, die Flügelfläche 18,33 m² bei einer Länge von 6,9 m. Es existieren eine Reihe von Varianten, die sich durch die Motorisierung unterscheiden. Die meisten Maschinen sind mit Viertakt-Reihen- oder Boxermotoren mit einer Leistung von 55 bis 95 PS ausgerüstet.
Die höchstzulässige Geschwindigkeit beträgt (je nach zugelassenem Abfluggewicht) bis zu 150 km/h, die Manövergeschwindigkeit 115 km/h, die Geschwindigkeit bei maximaler Leistung etwa 125 km/h. Die Mindestgeschwindigkeit liegt zwischen 45 km/h und 65 km/h. Die maximale Abflugmasse beträgt je nach Ausführung 330 kg, 400 kg oder 450 kg, die Leermasse zwischen 180 kg und 285 kg.
Der Kiebitz ist ein reines Selbstbauflugzeug. Es gibt keinen Bausatz, gelegentlich aber bieten einzelne Selbstbauer Baugruppen zum Tausch an, obwohl es mittlerweile zwei Firmen im Ausland gibt, die Starter-Kits oder sogar vorgefertigte Elemente anbieten. Die Bau-Lizenz mit einem Plansatz wird von Konstrukteur Michael Platzer angeboten.
Michael Platzer entwickelte vor dem UL-Kiebitz den UL-Eindecker Motte, das erste über drei Achsen steuerbare Ultraleichtflugzeug aus Deutschland. Die Platzer UL-Motte B2/B3 (1984) befindet sich in der Dauerausstellung des Deutschen Museums.

## Filmische Rezeption
Eine wichtige Rolle spielt eine Platzer Kiebitz (D-MMWW) in der 2018 erschienenen Filmkomödie Grüner wird’s nicht, sagte der Gärtner und flog davon.